# ダルマシオ・ランガリカ
ダルマシオ・ランガリカ・リサソアイン（Dalmacio Langarica Lizasoain、1919年12月5日 - 1985年1月24日）は、スペイン、ビスカヤ県オチャンディアーノ出身の自転車競技（ロードレース）選手。

## 来歴
1944年
- スビタ・アル・ナランゴ 優勝

1945年
- GPビスカヤ 優勝
- スペインヒルクライム選手権 優勝

1946年
- ブエルタ・ア・エスパーニャ
  - 総合優勝
  - 区間4勝（第6、10、14、18a）
- スペインヒルクライム選手権 優勝
- クラシカ・プリマベーラ 優勝
- GPパスクアス 優勝

1947年
- ブエルタ・ア・アラバ 優勝

1948年
- ブエルタ・ア・エスパーニャ
  - 区間4勝（第2、3b、5、10）
  - 総合4位

1950年
- ポルトガル一周 山岳賞

1953年
- GPムヒア 優勝